# Rachel Ward
Rachel Claire Ward (Oxfordshire, 12 de setembro de 1957) é uma atriz, diretora de filmes, diretora de televisão e roteirista britânica, nascida na Inglaterra.

## Biografia
É lembrada como a personagem Meggie, da minissérie The Thorn Birds (Título em português: Pássaros Feridos) (1983). No cinema, atuou em Against All Odds - título em português: Paixões Violentas/Vidas Em Jogo (1984), The Good Wife/The Umbrella Woman (1987) e After Dark, My Sweet (1990). Outro filme bastante lembrado da atriz é o Fortress (1985) - título em português: A Fortaleza, dirigido por Arch Nicholson, onde ela fazia o papel de uma professora que teve sua classe sequestrada por uns homens mascarados e os conduziu para uma caverna, de onde eles puderam resistir aos seus agressores e destruí-los.
Dirigiu curtas como Blindman’s Bluff (2000) e The Big House (2001). Desde 1983 é casada com o ator Bryan Brown, com quem chegou a formar par romântico em The Thorn Birds (quando se conheceram) e tem três filhos.

## Filmografia

### Filmes
Curta-metragem
| Ano  | Título           | Diretor | Escritor |
| ---- | ---------------- | ------- | -------- |
| 2000 | Blindman's Bluff | Sim     | Sim      |
| 2001 | The Big House    | Sim     | Sim      |

Longa metragem
| Ano  | Título            | Diretor | Escritor       |
| ---- | ----------------- | ------- | -------------- |
| 2003 | Martha's New Coat | Sim     | (em norueguês) |
| 2009 | Beautiful Kate    | Sim     | Sim            |
| 2019 | Palm Beach        | Sim     | Sim            |

Papéis de atuação
| Ano  | Título                              | Personagem            |
| ---- | ----------------------------------- | --------------------- |
| 1981 | Night School (aka Terror Eyes)      | Eleanor Adjai         |
| 1981 | Sharky's Machine                    | Dominoe Brittain      |
| 1982 | Dead Men Don't Wear Plaid           | Juliet Forrest        |
| 1983 | The Final Terror                    | Margaret              |
| 1984 | Against All Odds                    | Jessie Wyler          |
| 1987 | Hotel Colonial                      | Irene Costa           |
| 1987 | The Umbrella Woman                  | Marge Hills           |
| 1989 | How to Get Ahead in Advertising     | Julia Bagley          |
| 1990 | After Dark, My Sweet                | Fay Anderson          |
| 1992 | Christopher Columbus: The Discovery | Isabella I of Castile |
| 1992 | Double Obsession                    | Grandmother           |
| 1993 | Wide Sargasso Sea                   | Annette Cosway        |
| 1994 | The Ascent                          | Patricia              |
| 2007 | Shotgun! [An Opening Sequence]      | Adrianna              |
| 2011 | Free Rain                           | Ele mesmo             |
| 2013 | The Last Impresario                 | Interviewee           |
| 2016 | The Death and Life of Otto Bloom    | Dr. Ada Fitzgerald    |
| 2018 | Peter Rabbit                        | Josephine Rabbit      |
| 2020 | I Am Burt Reynolds                  | Ele mesmo             |

### Televisão
Diretor
| Ano  | Título                | Notas                                                                                                   |
| ---- | --------------------- | --- |
| 2006 | Knot at Home Project  | Série documental                                                                                        |
| 2006 | Two Twisted           | Episódio "Heart Attack"                                                                                 |
| 2010 | Rake                  | Episódios "R vs Dana" and "R vs Lorton"                                                                 |
| 2011 | My Place              | Episódios "1848 Johanna", "1838 Davey" and "1828 Alice"                                                 |
| 2012 | The Straits           | Episódios "The Hunt for Vlad", "Epiphanies" and "The Price"                                             |
| 2013 | An Accidental Soldier | Filme para TV                                                                                           |
| 2014 | Devil's Playground    | Episódios "The Tail of the Serpent", "I Will Bring Fire Onto This Earth" and "He Maketh My Way Perfect" |

Apresentador
- 54th Academy Awards (1982)
- 1987 Australian Film Institute Awards (1987)
- 62nd Academy Awards (1990)
- 1990 MTV Video Music Awards (1990)
- 48th Golden Globe Awards (1991)
- 62nd Academy Awards (1991)
- World Vision: Power of One (1996)

Host
- 1992 Australian Film Institute Awards (1992)

Especial de TV
- Down to Earth (1989)
- World Vision: The Silent Tragedy (1991)
- World Vision Appeal: Vision for a Better World (1994-1995)
- The Australia Remembers Gala Tribute (1995)
- World Vision Appeal: A Christmas Wish (1996)
- Gary Sweet's World (1997)

#### Atuação
| Ano  | Título                      | Personagem        | Notas                        |
| ---- | --------------------------- | ----------------- | ---------------------------- |
| 1981 | Dynasty                     | Edna Macready     | Episódio "The Dinner Party"  |
| 1988 | Mike Willesse's Australians | Vivian Bullwinkle | Episódio "Vivian Bullwinkle" |
| 1994 | In the Name of Love         | Hostess           |                              |
| 1996 | Twisted Tales               | Sara              | Episódio "Third Party"       |
| 2006 | Monarch Cove                | Adrianna Preston  | 14 episódios                 |
| 2007 | Rain Shadow                 | Kate McDonald     | 6 episódios                  |
| 2022 | Darby and Joan              | Sat Nav           | 1 episódio                   |

Filmes para TV
| Ano  | Título                        | Personagem          |
| ---- | ----------------------------- | ------------------- |
| 1979 | Christmas Lilies of the Field | Jenny               |
| 1985 | Fortress                      | Sally Jones         |
| 1991 | And the Sea Will Tell         | Jennifer Jenkins    |
| 1992 | Black Magic                   | Lillian Blatman     |
| 1992 | Double Jeopardy               | Lisa Burns Donnelly |
| 1994 | All You Need To Know          |                     |
| 1997 | My Stepson, My Lover          | Caitlin Cory / Wife |
| 2000 | On the Beach                  | Moira Davidson      |
| 2001 | And Never Let Her Go          | Christine Sheve     |
| 2002 | Bobbie's Girl                 | Roberta Langham     |
| 2002 | Johnson County War            | Queenie             |

Minissérie
| Ano  | Título              | Personagem     |
| ---- | ------------------- | -------------- |
| 1983 | The Thorn Birds     | Meggie Cleary  |
| 1989 | Shadow of the Cobra | Chris Royston  |
| 1999 | Seasons of Love     | Kate Linthorne |
| 2006 | Blackbeard          | Sally Dunbar   |

## Teatro
- How to Get Ahead in Advertising (1989) (US)
- Hopping to Byzantium (1990)
- The Piccadilly Bushman (1998)